# Lissochlora jenna
Lissochlora jenna är en fjärilsart som beskrevs av Paul Dognin 1898. Lissochlora jenna ingår i släktet Lissochlora och familjen mätare. Inga underarter finns listade i Catalogue of Life.